# NGC 1024
NGC 1024 في الفهرس العام الجديد، هو اصطدام مجري، واققع في كوكبة الحمل. اكتشف في 18 سبتمبر 1786 بواسطة ويليام هيرشل.

## روابط خارجية
- NGC 1024 على موقع ويكي سكاي: DSS2, SDSS, GALEX, IRAS, Hydrogen α, X-Ray, Astrophoto, Sky Map, Articles and images